# Apostichopus parvimensis
Apostichopus parvimensis is een zeekomkommer uit de familie Stichopodidae.
De wetenschappelijke naam van de soort werd in 1913 gepubliceerd door Hubert Lyman Clark.